# 고티카
《고티카》(영어: Gothika)는 2003년 공개된 미국의 공포 영화이다.

## 줄거리
잃어버린 3일간의 기억…
의문의 단서 “NOT ALONE”…
유능하고 아름다운 미란다(핼리 베리 분)는 에드워드 감호소에서 범죄자의 정신 상담을 전담하는 정신과 전문의. 폭풍우가 몰아치던 어느 날 밤, 미란다는 운전 중 갑자기 나타난 소녀를 피하려다 사고를 내고 의식을 잃는다.
3일 후 자신이 근무하던 감호소의 차가운 독방에서 깨어난 그녀는 사랑하는 남편이 처참하게 살해당했다는 것과 자신이 남편을 살해한 용의자라는 말을 듣고 경악한다.
유일한 단서는 죽음을 부르고, 기억하지 못하는 모든 것은 공포가 된다!
결백을 주장하는 그녀의 팔에는 살해 현장에 남편의 피로 씌였던 의문의 단서 “NOT ALONE”이 면도날로 자해한듯 새겨지고, 정체를 알 수 없는 존재에게 폭행을 당하는 사건마저 발생하면서 그녀가 기억하지 못하는 모든 것이 공포가 되기에 이른다.
점차 심해지는 환영과 공포에 시달리던 미란다는 마침내 “NOT ALONE”에 담긴 비밀을 풀어내야만 살아남을 수 있다는 사실을 깨닫게 되는데…

## 출연
- 핼리 베리 - 미란다 그레이 의사 역
- 로버트 다우니 주니어 - 피트 그레이엄 의사 역
- 찰스 S. 더턴 - 더글러스 그레이 의사 역
- 존 캐럴 린치 - 밥 라이언 보안관 역
- 페넬로페 크루스 - 클로이 사바 역
- 버나드 힐 - 필 파슨스 역: 병원장.
- 도리언 헤어우드 - 테디 하워드 역

## 기타 제작진
- 공동 제작: 리처드 미리시
- 배역: 마시 리로프
- 미술: 그레이엄 "그레이스" 워커
- 의상: 킴 배럿